# Hastings Direct International Championships 2006
Hastings Direct International Championships 2006 — жіночий тенісний турнір, що проходив на кортах з трав'яним покриттям Eastbourne Tennis Centre в Істборні (Велика Британія). Належав до турнірів 2-ї категорії в рамках Туру WTA 2006. Це був 32-й за ліком турнір. Тривав з 19 до 24 червня 2006 року. Жустін Енен-Арденн виграла титул в одиночному розряді.

## Фінальна частина

### Одиночний розряд
Жустін Енен-Арденн —  Анастасія Мискіна 4–6, 6–1, 7–6(7–5)
- Для Енен-Арденн це був 4-й титул за сезон і 29-й — за кар'єру.[1]

### Парний розряд
Світлана Кузнецова /  Амелі Моресмо —  Лізель Губер /  Мартіна Навратілова 6–2, 6–4
- Для Кузнецової це був єдиний титул в парному розряді за сезон і 13-й — за кар'єру.[2] Для Моресмо це був єдиний титул в парному розряді за сезон і 2-й - за кар'єру.[3]